# Mateus Galiano da Costa
Mateus, teljes nevén Mateus Galiano da Costa (Luanda, 1984. június 19. –) angolai válogatott labdarúgó, csatár poszton játszik.

## Pályafutása

### Klubcsapatokban
Mateus alacsonyabb osztályú  portugál csapatoknál kezdte el a pályafutását, 2006 év elején igazolta őt le a Gil Vicente FC, melynek mezében tizenhat bajnoki mérkőzésen hét gólt szerzett. A 2007-2008-as szezonban a szintén élvonalbeli Boavista labdarúgója volt. 2008 és 2013 között a CD Nacional játékosaként több mint száz portugál élvonalbeli bajnoki mérkőzésen lépett pályára. 2017 óta ismét a Boavista labdarúgója.

### Válogatott
Több mint ötvenszeres angolai válogatott, tagja volt a 2006-os labdarúgó-világbajnokságon szerepelt csapatnak is, amelyen mind a három csoportmérkőzésen pályára lépett.